# 史密斯威森M64左輪手槍
史密斯威森M64（英語：Smith & Wesson Model 64）是一款由美国槍械公司史密斯威森所研製及生產的6發式“K型底把”左輪手槍，也是S&W M&P（M10）的不鏽鋼底把版本，發射.38 S&W特種型手枪子彈。
K型底把比原來的N型底把.357口徑（通常都是指史密斯威森M27）稍為細小和輕盈。

## 概述
史密斯威森M64被多個美國警察局、郡治安官和國家機構所廣泛應用。M64在高濕度狀態與環境以下可是一個受歡迎的選擇，因為使用不鏽鋼製造底把的M64比烤藍表面處理的M10更防腐蝕及生銹。
以其準確性、可靠性和可控制的後座力著稱，使得M64和M10 .38特種彈口徑左輪手槍在其推出後（後者更是超過100年以後）的今天仍然是史密斯威森的一款熱門的左輪手槍。今天，M64仍然在保安、犯人運輸（更新）、目標射擊、正式的目標競爭、貼身防守，以及狩獵小遊戲等用途上使用。

## 使用國
- 奥地利
- 比利时
- 加拿大
  - 部份地方警察局
- 法國
  - 警察單位
- 新西兰
- 挪威
  - 挪威警察局（英语：Norwegian Police Service）：從1981—2007年，M64和M10皆為警察的制式槍械。
- 菲律賓
  - 菲律賓行政執法機關
- 英国
  - 武裝警察單位：上世代制式武器。
- 美国
  - 多個地方警察局
  - 多個郡治安官
  - 多個聯邦政府機構
- 委內瑞拉
  - 警察部隊

## 資料來源
- （英文）—Manfacturer: Smith & Wesson （页面存档备份，存于）—Model 64

## 外部連結
- （英文）—Modern Firearms—Smith & Wesson "Military and Police" M10 and other K-frame revolvers
- （英文）—Unsung Best Buy:Favorite Handguns: S&W Model 64 Snub （页面存档备份，存于）
- （英文）—Personal Defense World.com—32 Revolvers From CONCEALED CARRY HANDGUNS 2016（页面存档备份，存于）